# Lycosa danjiangensis
Lycosa danjiangensis este o specie de păianjeni din genul Lycosa, familia Lycosidae, descrisă de Yin, Zhao și Bao, 1997. Conform Catalogue of Life specia Lycosa danjiangensis nu are subspecii cunoscute.